# Balestrand
Balestrand – norweskie miasto i gmina leżąca w regionie Sogn i Fjordane.
Balestrand jest 231. norweską gminą pod względem powierzchni.

## Demografia
Według danych z roku 2005 gminę zamieszkuje 1431 osób. Gęstość zaludnienia wynosi 3,33 os./km². Pod względem zaludnienia Balestrand zajmuje 372. miejsce wśród norweskich gmin.
| ludność stan na 1 stycznia 2005 |         |           |       |
|                                 | kobiety | mężczyźni | razem |
| osób                            | 709     | 722       | 1431  |
| %                               | 49,55%  | 50,45%    | 100%  |

| wykształcenie stan na 1 października 2004 |            |         |        |          |
|                                           | podstawowe | średnie | wyższe | nieznane |
| osób                                      | 166        | 626     | 241    | 67       |
| %                                         | 15,09%     | 56,91%  | 21,91% | 6,09%    |

## Edukacja
Według danych z 1 października 2004:
- liczba szkół podstawowych (norw. grunnskolar): 3
- liczba uczniów szkół podst.: 227

## Władze gminy
Według danych na rok 2011 administratorem gminy (norw. rådmann) jest Kjellaug Brekkhus, natomiast burmistrzem (norw. ordfører, d. borgermester) jest Einar Inge Målsnes.